# Shaktipat
Shaktipat or Śaktipāta (Sánscrito, del shakti - " energía espiritual" - y pāt, "caer") es una palabra en Sánscrito y significa "Toque de energía".  Es una transmisión de energía espiritual de una persona a otra. Shaktipat puede transmitirse con una palabra sagrada o un mantra, o con una mirada, un pensamiento o el tacto, esto último es generalmente un toque sobre el ajna chakra o tercer ojo del receptor.
Saktipat se considera un acto de gracia (anugraha) por parte del guru o lo divino. No se puede imponer por la fuerza, ni un receptor puede hacer que suceda. Se sostiene que la conciencia misma del dios o gurú entra en el Ser del discípulo, lo que constituye una iniciación en la escuela o la familia espiritual (kula) del gurú. Shaktipat puede transmitirse en persona o a distancia, a través de un objeto como una flor o una fruta.
Esta energía comienza entonces un trabajo gradual de sanación y purificación en todos los niveles (físico, emocional, mental, espiritual, chakras, ...) con el fin de liberarse de la carga de las lesiones y el condicionamiento (samskaras) que hemos acumulado en nuestras vidas. La práctica de la meditación es más fácil de allí en adelante porque consiste simplemente en dejar que la ya despierta Shakti logre espontáneamente su trabajo de transformación.
La experiencia clásica de Shaktipat es la sensación de vibraciones y oleadas de energía, a menudo descritas como un tren que recorre la columna vertebral, y a menudo acompañadas de experiencias trascendentes de luz blanca, unidad cósmica oceánica y éxtasis arrebatado. Si una preparación adecuada el sujeto de la experiencia puede estar aterrorizado pensando que va a morir. La recepción de la inspiración divina es presagiada por los cinco estados de (1) éxtasis, (2) el despertar de la fuerza de la serpiente; (3) la vibración corporal, (4) el sueño y (5) la intoxicación.

## Exponentes
Uno de los más populares exponentes de esta técnica fue Bhagaván Nityananda y sus sucesores: Swami Muktananda y Swami Chidvilasananda (Gurumayi).

## Niveles de Intensidad
Hay 9 grados diferentes de shaktipat que son posibles. Dependiendo del tipo de shaktipat que recibamos estaremos motivados para encontrar una práctica, un maestro y una enseñanza adecuada. Ocasionalmente, si el shaktipat es del orden más alto, podemos experimentar un aprendizaje profundo desde adentro sin un maestro, aunque esto es extremadamente raro. Los 9 niveles pueden ser clasificados como:

### Niveles Inferiores
La gracia de Shivashakti necesita trabajar en ellos durante muchas vidas antes de que ocurra la liberación espiritual. 
- Gracia Inferior Inferior. la persona solo busca el placer mundano.
- Gracia Inferior Mediana: la persona conoce acerca de la existencia de las tradiciones espirituales y la iluminacion pero jamás adquiere un interés genuino en dichas ideas.
- Gracia Inferior Superior: la persona comprende la idea del samadhi pero solo como idea, no la busca en ningún momento.

### Niveles Medianos
- Gracia Media Inferior. existe una aspiración al samadhi está presente solo en tiempos de angustia y sufrimiento pero no hace absolutamente nada para encontrar el samadhi.
- Gracia Media Mediana. el aspirante tiene un intenso deseo de alcanzar el samadhi pero al mismo tiempo todavía desea disfrutar de diversos placeres; no hace nada activamente para encontrar un guru y le teme a los maestros tántricos. Al final de su vida reencarnara nuevamente ya que aun tiene fuerza samsarica potente
- Gracia Media Superior. el aspirante trabaja activamente para recibir la instrucción y la iniciación de un guru y después de mucho tiempo de trabajo obtendrá samadhi. Sin embargo, no está totalmente absorto en este estado durante su vida.

### Niveles Superiores
- Gracia Suprema Inferior. el aspirante trabaja activamente para recibir la instrucción y la iniciación de un guru y con un simple toque, una mirada o simplemente estando en presencia de su maestro es suficiente para disparar en él/ella el estado de iluminación
- Gracia Suprema Media. el aspirante se vuelve espiritualmente iluminado y liberado por sí mismo, confiando directamente en Shivashakti y sin necesidad de iniciación o instrucción de un guru exterior
- Gracia Suprema Superior. desde el nacimiento se produce una identidad inmediata con Śivashakti y la liberación; tal ser pasa a convertirse en un maestro siddha.